# El optimista racional
El optimista racional es un libro de divulgación científica publicado en 2010 por Matt Ridley, autor de La Reina Roja: el sexo y la evolución de la naturaleza humana. El libro principalmente se centra en los beneficios de la tendencia humana innata de intercambiar bienes y servicios. Ridley argumenta que este rasgo es la fuente de la prosperidad humana, y que a medida que las personas se especializan cada vez más en sus conjuntos de habilidades, la humanidad aumentará el intercambio y habrá aún más prosperidad.

## Recepción
Bill Gates elogió el libro por criticar la oposición a la ayuda internacional, pero al mismo tiempo criticó al libro por una escasa representación de los riesgos catastróficos globales. Por otro lado, Ricardo Salinas Pliego alabó el libro al considerarlo como defensor el libre comercio y la globalización. Michael Shermer, que dio reseñas positivas al libro en Nature y Scientific American, luego presentó ideas similares en conferencias, escribiendo El arca moral como una respuesta parcial. Por último, David Papineau mostró satisfacción con el libro por rechazar a aquellos "fatalistas que insisten que todo están yendo de mal en peor."
George Monbiot, a diferencia de los demás, criticó negativamente el libro en su columna de The Guardian. Los críticos del libro indican que este no atiende a la desigualdad de riquezas y otras críticas a la globalización.